# 12540 Picander
12540 Picander è un asteroide della fascia principale. Scoperto nel 1998, presenta un'orbita caratterizzata da un semiasse maggiore pari a 2,9007691 UA e da un'eccentricità di 0,0123100, inclinata di 0,89221° rispetto all'eclittica.